# Гондванатерии

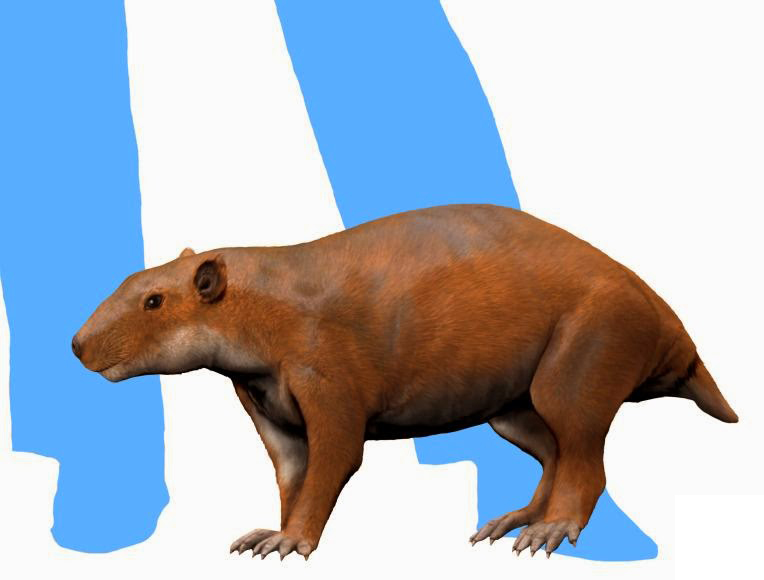
Vintana sertichi. Реконструкция, посткраниальная реконструкция — гипотетическая

Гондванатерии (лат. Gondwanatheria) — подотряд вымерших млекопитающих, живших с верхнемеловой эпохи по миоцен (83,6—17,5 млн лет назад) в Гондване и её обособившихся частях, в том числе в тогда ещё тёплой Антарктиде. Известны только по отдельным зубам и нескольким нижним челюстям; из-за таких фрагментарных сведений их точное положение в классификации остаётся предметом споров.

## Систематика
Точное положение данной группы в классификации млекопитающих неясно. Первоначально гондванатериев представляли, как ранних неполнозубых. В дальнейшем их рассматривали в рамках отряда многобугорчатых. Согласно последним исследованиям, гондванатерии не относятся к многобугорчатым, а являются родственной им группой.

### Классификация
По данным сайта Paleobiology Database, на апрель 2020 года в подотряд включают 2 вымерших семейства и 3 вымерших рода вне их:
- Роды incertae sedis
  - Род Groeberia Patterson, 1952 (2 вида)
  - Род Patagonia Pascual & Carlini, 1987 (1 вид)
  - Род Trapalcotherium Rougier et al., 2009 (1 вид)
- Семейство Adalatheriidae Krause et al., 2020
  - Род Adalatherium Krause et al., 2020 (1 вид)
- Семейство Sudamericidae Scillato-Yané & Pascual, 1984
  - Род Bharattherium Prasad et al., 2007 (1 вид)
  - Род Dakshina Wilson et al., 2007 (1 вид)
  - Род Galulatherium O'Connor et al., 2019 (1 вид)
  - Род Gondwanatherium Bonaparte, 1986 (1 вид)
  - Род Greniodon Goin et al., 2012 (1 вид)
  - Род Lavanify Krause et al., 1997 (1 вид)
  - Род Sudamerica Scillato-Yane & Pascual, 1984 (1 вид)
  - Род Vintana Krause et al., 2014 (1 вид)

Монотипическое семейство Ferugliotheriidae Bonaparte, 1986 в результате анализа Kielan-Jaworowska и Hurum в 2001 году исключено из подотряда гондванотериев и занимает неопределённое положение в классе млекопитающих.